# Camelidae
I Camelidi costituiscono una famiglia di mammiferi artiodattili a cui appartengono il cammello, il dromedario, il lama, il guanaco, l'alpaca e la vigogna; sono gli unici rappresentanti viventi del sottordine dei Tilopodi.

## Sistematica
Nonostante formino una categoria sistematica a sé, il sottordine Tylopoda mostra numerose caratteristiche in comune con i Ruminanti, tant'è che alcuni autori considerano i due sottordini facenti parte di un unico gruppo, i Selenodonti (o Ruminanti in senso lato), il quale si contrappone a quello dei Bunodonti (i non-ruminanti), ossia il terzo rimanente sottordine degli Artiodattili, conosciuto meglio col nome di Suiformes (maiale, ippopotamo ed affini).

## Tassonomia
ORDINE Artiodactyla
- Sottordine Tylopoda
  - Famiglia Camelidae
    - Genere Aepycamelus †
    - Genere Camelops †
    - Genere Nothokemas †
    - Genere Oxydactylus †
    - Genere Paracamelus †
    - Genere Paratylopus †
    - Genere Poebrodon †
    - Genere Poebrotherium †
    - Genere Procamelus †
    - Genere Protolabis †
    - Genere Protomeryx †
    - Genere Pseudolabis †
    - Genere Stenomylus †
    - Genere Tanymykter †
    - Genere Titanotylopus †
    - Genere Lama
      - Lama guanicoe (guanaco)
      - Lama glama (lama)

    - Genere Vicugna
      - Vicugna vicugna (vigogna)

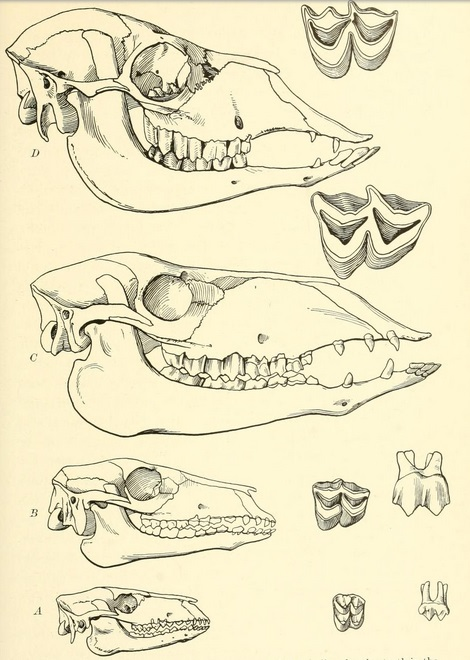
Evoluzione dei camelidi: a) Protylopus petersoni (in realtà un oromericide) b) Poebrotherium wilsoni c) Procamelus gracilis d) Lama guanicoe

      - Vicugna pacos (alpaca, precedentemente ascritta al genere Lama)

    - Genere Camelus
      - Camelus bactrianus (cammello)
      - Camelus dromedarius (dromedario)
      - Camelus ferus (cammello selvatico)
      - Camelus moreli (cammello siriano) †[1][2]

## Origine e diffusione

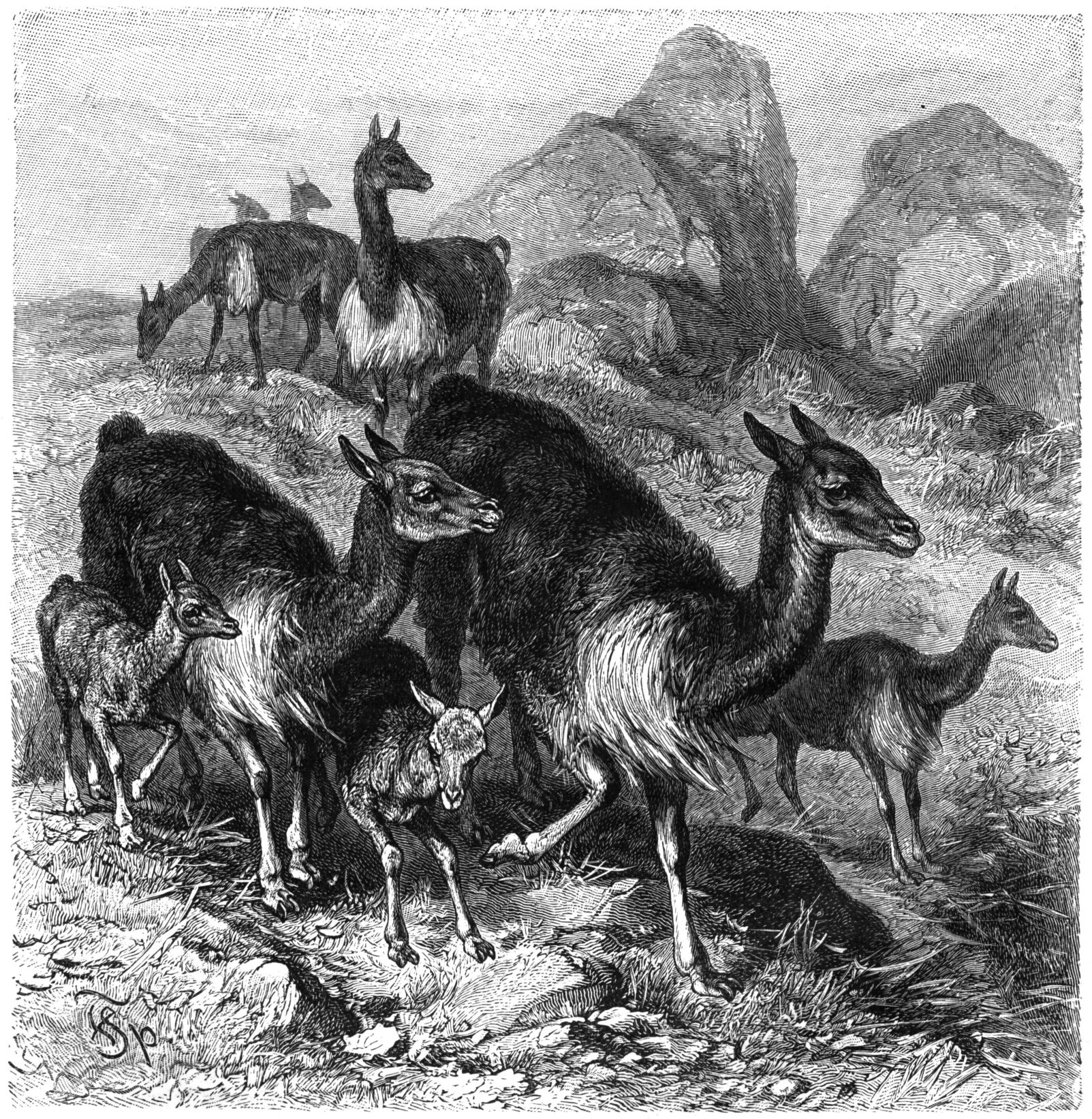
Disegno raffigurante vigogne al pascolo

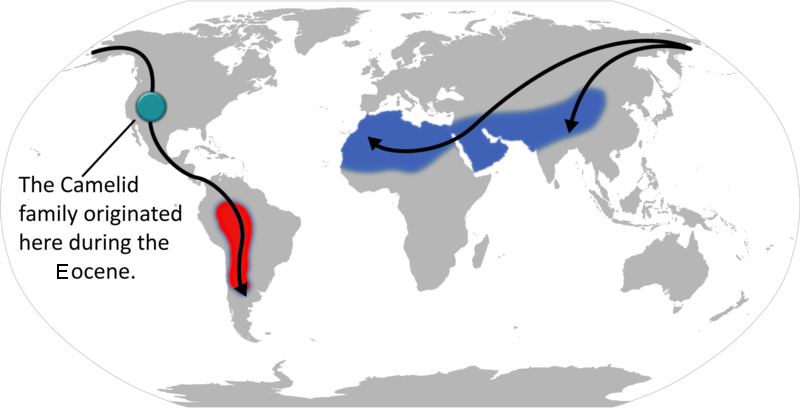
Percorso di diffusione dei camelidae in epoca preistorica

Le prove paleontologiche, ottenute con lo studio dei reperti fossili, attribuiscono al Nordamerica il luogo d'origine dei Camelidi, dove si estinsero durante il Pleistocene.
Il più antico camelide ritrovato è Poebrodon, dell'Eocene superiore, seguito da Poebrotherium, dell'Oligocene inferiore. Durante il Miocene, la famiglia fu investita da una grande esplosione evolutiva ed apparvero forme curiose come Alticamelus, o cammello-giraffa, alto fino a 3,5 m e con il collo molto lungo, o come Stenomylus, o cammello-gazzella, di piccola statura e di forma gracile.

Nel Pliocene iniziarono le migrazioni in Sudamerica ed in Asia, dove si sono originate le forme attuali.
Il genere Camelus è presente allo stato domestico nel Vecchio Mondo, dal Nordafrica all'Asia centrale; solo alcune piccole popolazioni di cammelli vivono allo stato selvatico nel Deserto del Gobi. Il dromedario è stato recentemente introdotto dall'uomo anche nelle zone desertiche degli Stati Uniti (Texas, Arizona e Nuovo Messico) e dell'Australia.
I generi Lama e Vicugna sono invece originari del Sudamerica, distribuiti ampiamente sulla Cordigliera delle Ande fino alla Terra del Fuoco e in tutta la Patagonia, sia con forme addomesticate (lama e alpaca) che selvatiche (guanaco e vigogna).

## Morfologia e fisiologia
La caratteristica principale che accomuna i Tilopodi (e quindi i Camelidi) al sottordine Ruminantia è la capacità di ruminazione, assieme ad altri adattamenti derivati dalla scelta di una dieta di tipo vegetariana, in prevalenza erbivora.

I denti molari sono di tipo selenodonte (= denti a luna), mostrano cioè delle pieghe semilunari o falciformi, in seguito all'usura causata dalla masticazione, con creste longitudinali necessarie per la triturazione delle parti vegetali che avviene tramite i tipici movimenti laterali della mandibola.

La formula dentaria è:

I 1/3; C 1/1; Pm 2-3/1-3; M 3/3 x 2 = 30-36
Lo stomaco dei Camelidi risulta diviso in tre concamerazioni: rumine, reticolo ed abomaso; di questi tre, soltanto l'abomaso è un vero e proprio stomaco ghiandolare secernente succhi gastrici; gli altri due svolgono un ruolo importante nella trasformazione chimica del cibo ingerito grazie all'azione di batteri cellulosolitici simbionti. 
A differenza dei Ruminanti manca un quarto stomaco, l'omaso, mentre nelle pareti del rumine sono presenti delle celle acquifere, cavità che permettono l'accumulo di riserve d'acqua prelevate dall'alimento ed essenziali per la sopravvivenza negli ambienti aridi.
Come tutti gli Artiodattili, i Camelidi hanno gli arti muniti di dita pari, in questo caso soltanto due, per riduzione evolutiva fino a scomparsa del primo, secondo e quinto dito. Le due rimanenti, fuse a livello metapodiale, sono provviste di cuscinetti elastici che permettono un'andatura digitigrada, altra importante differenza che li distingue dai Ruminanti, i quali sono unguligradi. Le articolazioni degli arti e a livello dello sterno sono inoltre provviste di speciali callosità che conferiscono il nome al sottordine (Tylopoda = piede calloso).

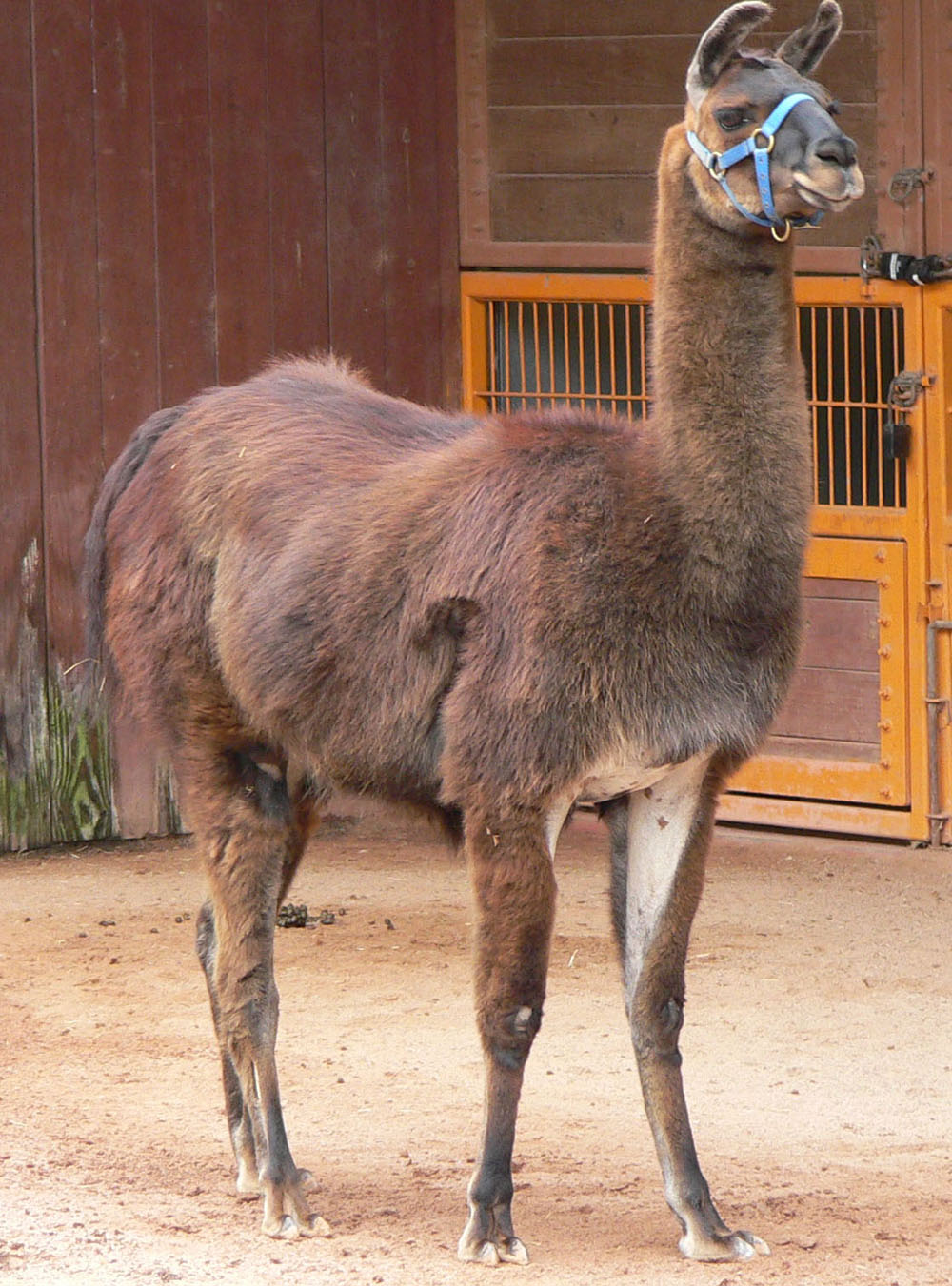
Lama domestico

Sempre riguardo all'anatomia dello scheletro, i Camelidi mostrano, come tutti i Selenodonti, una sovrascapola cartilaginea che si sovrappone ad una ben sviluppata scapola ossea e, caratteristica unica nei Mammiferi, un diaframma ossificato.
La formula vertebrale è:
C 7, D 12; L 7; S 4-5; Cd 12-21.

Il cranio è di forma allungata e privo di corna. Gli occhi sono molto grandi, con pupilla allungata orizzontalmente. L'udito è abbastanza sviluppato.
Esteriormente presentano un pelo ruvido e talvolta molto lungo (alpaca). Le dimensioni variano ampiamente all'interno della famiglia. Il più piccolo camelide è la vigogna (lunghezza: 120–190 cm; altezza: 70–100 cm; peso: fino a 50 kg), i più grandi sono rappresentati dal genere Camelus, cioè il cammello e il dromedario (lunghezza: fino a 3 m; altezza: 2 m; peso: 450–700 kg). Il lama, l'alpaca e il guanaco sono invece di mole intermedia.

Oltre che per la grande mole, il genere Camelus differisce dai restanti Camelidi per la presenza della vistosa gobba dorsale (due nel cammello, una nel dromedario), la cui importante funzione è descritta nel seguente paragrafo.

## Un'incredibile resistenza
I Camelidi si trovano perfettamente adattati ai climi aridi, sia caldi che freddi; ambienti in cui le risorse d'acqua e di cibo scarseggiano o si trovano concentrate in zone limitate, come ad esempio le oasi nei deserti, oppure, come per i Lama delle Ande, zone di alta montagna dove l'ossigeno rarefatto e i pendii rocciosi sono un ostacolo per numerose specie animali.

### Nel deserto sabbioso

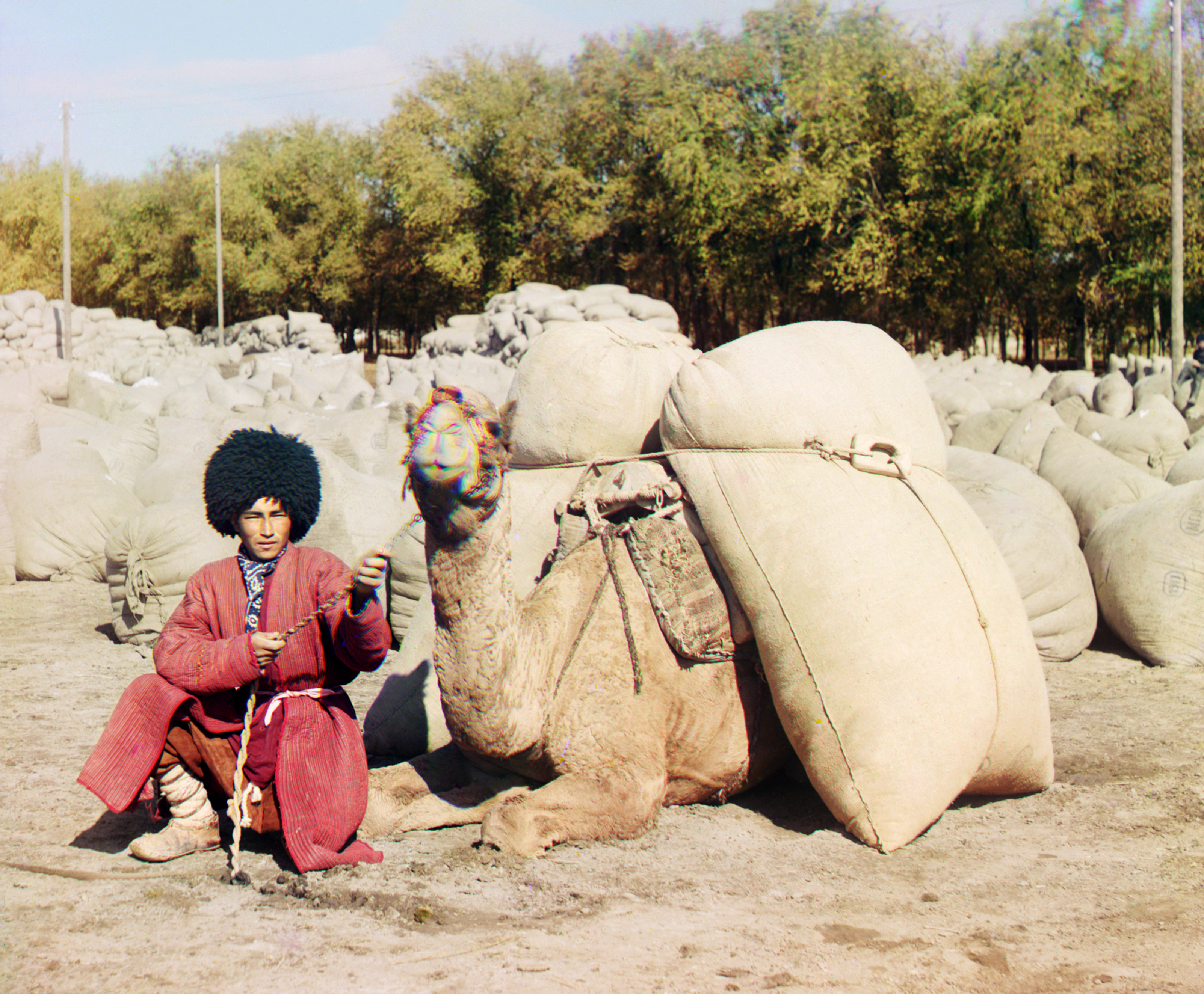
Un turkmeno con cammello da soma

I cammelli e i dromedari sono distribuiti, oramai quasi esclusivamente allo stato domestico, nell'Africa sahariana, nella penisola arabica e in molte zone dell'Asia centrale. In queste zone, i principali problemi per la sopravvivenza sono dovuti alle alte temperature diurne (con forte escursione termica giornaliera), alla difficile possibilità di recupero delle risorse idriche ed alimentari ed alle difficoltà di respirazione causate dai forti e continui venti sabbiosi che regnano incontrastati, modellando un ambiente povero di barriere montuose.
Nonostante tutte queste avversità, questi enormi Mammiferi riescono a vivere tranquillamente riuscendo a percorrere lunghi viaggi, trasportando grossi pesi e senza nutrirsi per parecchi giorni. Tutto ciò grazie a numerosi adattamenti evolutivi.
L'alta temperatura, accelerando le funzioni metaboliche, porta al rischio di morte per disidratazione dei tessuti dell'organismo. Per combattere il problema, il cammello e il dromedario presentano degli arti molto sviluppati in lunghezza che provocano un forte distaccamento del corpo dal suolo, evitando così di essere investiti dalle calde correnti che si formano per la forte insolazione. Durante il giorno, la loro temperatura corporea aumenta drasticamente (anche di 6-7 gradi) ma tuttavia riescono a svolgere normalmente le loro funzioni biologiche, senza subire una eccessiva sudorazione. Il calore accumulato durante il giorno viene poi ceduto lentamente nelle fredda notte evitando così un brusco raffreddamento.
La perdita d'acqua provoca un aumento della viscosità del sangue con conseguenti difficoltà a livello del sistema circolatorio. Questo inconveniente viene risolto grazie alla capacità di sottrarre acqua maggiormente dai tessuti che dal sangue, mantenendo inalterato il volume plasmatico, e, soprattutto, grazie all'elevato numero di globuli rossi, molto piccoli e di forma ellittica, che riescono a circolare liberamente anche in condizioni di forte viscosità.
Le curiose gobbe, con le quali riusciamo a distinguere facilmente le due specie del genere Camelus, non sono, come molti pensano, delle "cisterne" d'acqua bensì delle riserve adipose che permettono a questi animali di rimanere molti giorni a digiuno, senza bere. La mancanza d'acqua e di sostanze nutritive viene infatti sopperita col metabolismo dei grassi immagazzinati.
Un adattamento alla limitatezza delle risorse è anche la capacità di bere in pochi minuti grandi quantità d'acqua (anche 135 litri in 10 minuti) ripristinando velocemente il proprio equilibrio idrico ed accorciando il tempo di esposizione in zone che sono solitamente soggette ad un alto rischio di predazione.

Grazie alle celle acquifere nella parete del rumine, un gran volume d'acqua viene inizialmente accumulato nello stomaco per poi essere rilasciato lentamente evitando problemi di carattere osmotico.

In generale, tutti gli organismi perdono una certa quantità d'acqua con l'escrezione dell'urina (o altri composti azotati) e l'espulsione delle feci. Per minimizzare la perdita, i Camelidi dei deserti possiedono dei reni molto capienti, dove l'urina viene concentrata in grandi quantità e, con il riassorbimento dell'acqua filtrata, risulta molto densa. Anche l'acqua dei loro escrementi viene riassorbita e, per questo motivo, le feci vengono emesse secche, cosicché possono essere immediatamente impiegate dall'uomo come combustibile nelle fredde notti desertiche.
Oltre che per la temperatura e la scarsezza delle risorse, il suolo inconsistente e i venti carichi di sabbia fanno del deserto un luogo ostile per chi è costretto a percorrere delle lunghe marce. Anche per queste avversità, il cammello e il dromedario mostrano efficienti adattamenti: i cuscinetti elastici e gli strati callosi delle zampe impediscono lo sprofondamento nella sabbia; la bocca e le narici si chiudono ermeticamente e il folto pelo delle orecchie e delle sopracciglia proteggono l'animale dal fastidioso e continuo contatto con il pulviscolo aereo.